# Lentiira
Lentiira est un village de la ville de Kuhmo dans la région de Kainuu dans l´est de la Finlande.

## Présentation
Le village est situé au bord de deux grands lacs : le lac Änättijärvi (fi) et le lac Lentiira (fi).
La population est d´environ 250 habitants, le village disposait d´une école primaire, d'une église et d'un magasin avec une pompe à essence ainsi que d'infrastructures touristiques avec des hébergements (en chalet, chambres d´hôtes, appartements) et des activités de loisirs (observation des ours, safari husky, pêche, chasse à l'élan, ski, raquettes, randonnées pédestres, canoë, etc.).
La supérette avec les pompes à essence est de nos jours fermée.
L´école est elle aussi fermée, l'association du village est de nos jours le propriétaire des bâtiments de l´école. 
Tous les samedis matin, un café est ouvert avec des pâtisseries locales ainsi qu´un petit magasin d´objets de seconde main.

## Histoire
Lentiira est surnommé le village aux trois églises. La première fut construite en 1812 "Kirveskansan kirkko"´qui brula le dernier jour de la guerre d'Hiver en 1940. Un mémorial a été édifié sur le site de l´ancienne église où l´on peut encore voir les restes des fondations. La deuxième église, construite en 1950, brûle en 1989. La troisième et actuelle église est construite en 1991. 
C´est une église particulière où la nature est associée au spirituel.

## Transports
Lentiira est traversé par la Seututie 912.
La route touristique de Via Karelia traverse le village. 

## Évènements
Lentiira est bien connu pour avoir en 2000 fait bruler la plus grande fosse de goudron de pin du monde.
Chaque année, il est organisé en partenariat avec la ville de Kuhmo, un Festival de musique de chambre (fi) dans l'église de Lentiira.

## Sources
- Site de Lentiira
- Observation des ours et hébergement à Lentiira